# Conseil scolaire Centre-Nord
centrenord.ab.ca
Le Conseil scolaire Centre-Nord (CSCN) est une autorité scolaire francophone créée en 1994. Le CSCN pourvoit à l’éducation d’environ 3 700 élèves dans 19 écoles francophones (écoles de langue française), dont sept publiques et 12 catholiques. 
Selon l’article 23 de la Charte canadienne des droits et libertés, le parent qui veut inscrire son enfant à une école francophone doit répondre à l’un des trois critères suivants :

1. Sa première langue apprise et encore comprise est le français. 

2. Il a reçu son instruction primaire en français au Canada.

3. Un de ses enfants a reçu ou reçoit son instruction primaire ou secondaire en français.

## Histoire

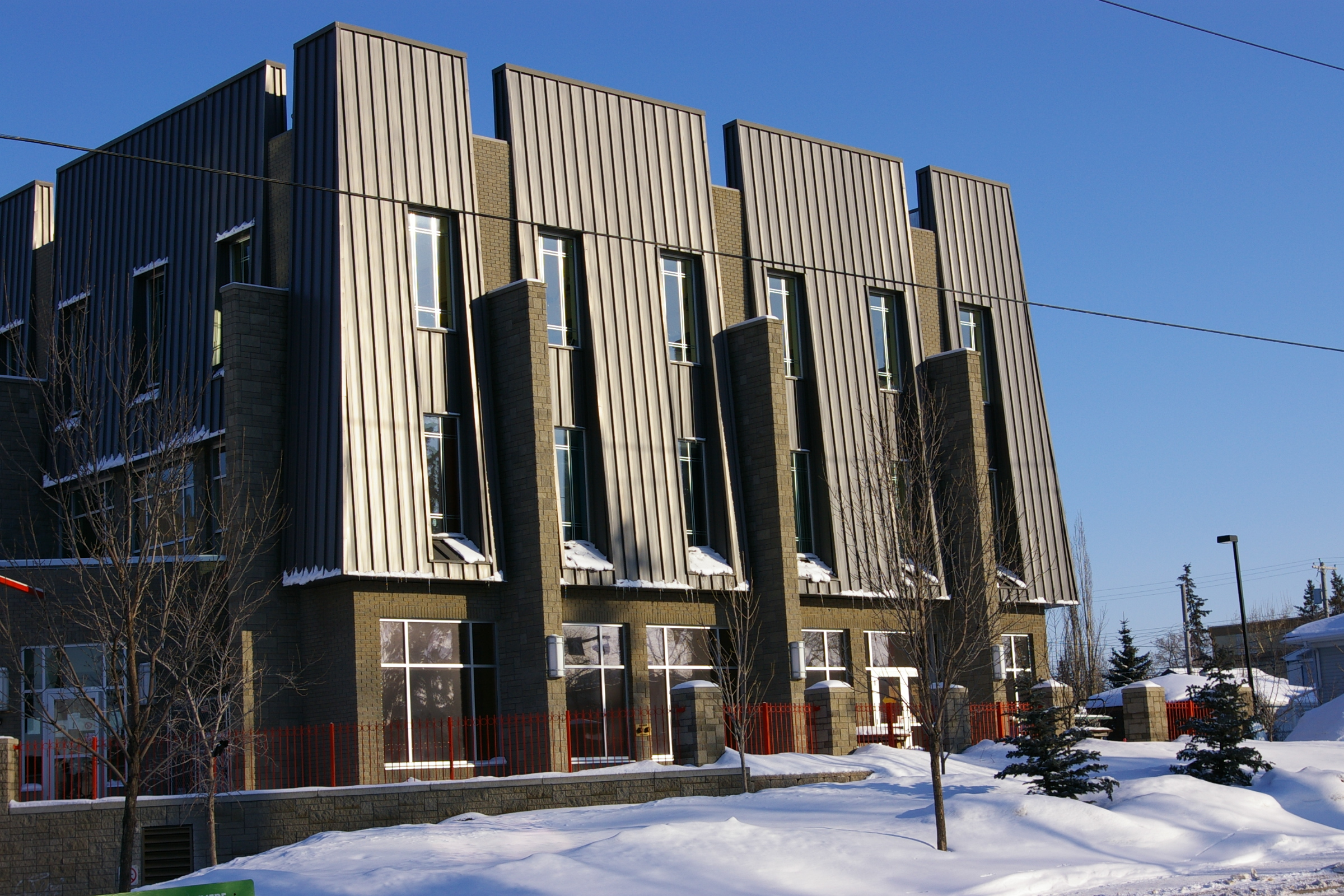
Siège social du Conseil scolaire Centre-Nord

En novembre 1993, le gouvernement de l’Alberta promulgue un projet de loi modifiant la School Act en vue de tenir compte des exigences imposées par l’article 23 de la Charte canadienne des droits et libertés et le jugement Mahé de la Cour suprême du Canada (1990) pour instaurer la gestion scolaire francophone en Alberta. En mars 1994, le ministre de l’Éducation, en vertu de l’article 223.3 de la School Act, établit The Regional Authority of the North Central Francophone Education Region No. 4 en nommant les premiers conseillers scolaires. En 1999, le nom officiel deviendra Greater North Central Francophone Education Region No. 2.

## Gouvernance
Conformément à la Education Act (2020), les six conseillers scolaires sont élus pour représenter les parents francophones du centre et du nord de l’Alberta. Le mandat de l’autorité régionale composé est de protéger les droits confessionnels et linguistiques des ayants droit selon l’article 23.
Les conseillers catholiques constituent, à l'intérieur du Conseil scolaire Centre-Nord, une société séparée – Conseil scolaire catholique Centre-Nord.  En vertu de l'article 78 (1), (2) de la Education Act (2020), le CSCN a trois postes de conseillers publics et trois postes de conseillers catholiques.

## Dimension
En 2019-2020, le CSCN pourvoit à l’éducation d’environ 3 700 élèves inscrits dans 19 écoles. Parmi ces écoles, nous retrouvons neuf écoles élémentaires, une école élémentaire/secondaire premier cycle, une école secondaire premier cycle, deux écoles secondaires premier/deuxième cycle, une école secondaire deuxième cycle et cinq écoles primaires/secondaires premier et deuxième cycle.
Le CSCN emploie environ 400 enseignants et professionnels.

## Territoire desservi
Le Conseil scolaire Centre-Nord est responsable de l’éducation francophone en Alberta, Canada sur le territoire, d’est en ouest, de Lloydminster à Jasper et, du nord au sud, de Fort McMurray à Red Deer, sauf pour les régions du Nord-Est et du Nord-Ouest de l’Alberta qui sont sous l’autorité des conseils scolaires du Nord-Ouest et Centre-Est, respectivement.

## Liste des écoles
| Nom                             | Publique/catholique | Adresse               | Municipalité  | Niveaux scolaires      |
| ------------------------------- | ------------------- | --------------------- | ------------- | ---------------------- |
| École À la Découverte           | Publique            | 10935, 113 Rue NO     | Edmonton      | Maternelle à 9e année  |
| École Alexandre-Taché           | Catholique          | 30, Erin Ridge Drive  | St. Albert    | 5e à 12e année         |
| École Boréal                    | Catholique          | 312 Abasand Drive     | Fort McMurray | Maternelle à 12e année |
| École Citadelle                 | Catholique          | 5109, 46 Rue          | Legal         | Maternelle à 9e année  |
| École Claudette-et-Denis-Tardif | Publique            | 10, Hawkins Crescent  | Sherwood Park | Maternelle à 6e année  |
| École des Fondateurs            | Publique            | 4707, 56 Rue          | Camrose       | Maternelle à 7e année  |
| École Desrochers                | Publique            | 302, avenue Elm       | Jasper        | Maternelle à 12e année |
| École Joseph-Moreau             | Catholique          | 9750, 74 Avenue NO    | Edmonton      | 7e à 9e année          |
| École Gabrielle-Roy             | Publique            | 8728, 93 Avenue NO    | Edmonton      | Maternelle à 6e année  |
| École La Mission                | Catholique          | 46 Heritage Drive     | St. Albert    | Maternelle à 4e année  |
| École La Prairie                | Catholique          | 4810, 34 Rue          | Red Deer      | Maternelle à 12e année |
| École Maurice-Lavallée          | Catholique          | 8828, 95 Rue NO       | Edmonton      | 10e à 12e année        |
| École Michaëlle-Jean            | Publique            | 10005, 84 Rue NO      | Edmonton      | 7e à 12e année         |
| École Notre-Dame                | Catholique          | 15425, 91 Avenue NO   | Edmonton      | Maternelle à 6e année  |
| École Père-Lacombe              | Catholique          | 10715, 131A Avenue NO | Edmonton      | Maternelle à 6e année  |
| École Saint-Christophe          | Catholique          | 214, 8 Rue            | Wainwright    | Maternelle à 12e année |
| École Quatre-Saisons            | Catholique          | 5505, avenue Magasin  | Beaumont      | Maternelle à 9e année  |
| École Sainte-Jeanne-d’Arc       | Catholique          | 8505, 68A Rue NO      | Edmonton      | Maternelle à 6e année  |
| École Sans-Frontières           | Publique            | 4204, 54 Avenue       | Lloydminster  | Maternelle à 6e année  |